# مارك مانغا
مارك مانغا (بالفرنسية: Marc Manga)‏ (16 يناير 1988 - ) هو لاعب كرة قدم فرنسي في مركز الهجوم. لعب مع نادي روتشديل.

## وصلات خارجية
- مارك مانغا على موقع قاعدة بيانات كرة القدم.إي يو (الإنجليزية)